# Rosalie van Breemen
Rosalie van Breemen (* 2. August 1966 in Utrecht, Niederlande) ist ein niederländisches ehemaliges Model, Moderatorin und Journalistin.

## Leben
Rosalie van Breemen ist in Utrecht aufgewachsen und besuchte das dortige College Blaucapel. Schon mit 15 Jahren gewann sie zu Schulzeiten einen Model-Wettbewerb des niederländischen Magazins Panorama als Miss Panorama (1982). 1984 nahm sie für die Niederlande am Wettbewerb Miss International teil und gewann 1986 den Wettbewerb zur World Miss University in Seoul (Südkorea). Bald darauf wurde sie von einem Scout entdeckt und für einen Job in Paris gebucht. Ihr kurzzeitiges Studium in Jura und Sprachen brach sie ab und begann eine internationale Model-Karriere.
Als 1987 Alain Delon mit seinem Hit „Comme au cinéma“ auf Tour ging, wurde van Breemen als Darstellerin einer Background-Sängerin für den Videoclip engagiert. Dabei lernte sie den 30 Jahre älteren Schauspieler kennen. Sie begannen eine Beziehung; van Breemen gab ihre Model-Karriere auf. Aus der Partnerschaft mit Delon – sie haben nie geheiratet – entstammen zwei Kinder: Anouchka, geboren am 25. November 1990 und Alain-Fabien, geboren am 18. März 1994. 2002 trennte sich das Paar nach 15 Jahren.
Am 12. Dezember 2002 heiratete van Breemen den französischen Optiker und Geschäftsmann „King of Glasses“ Alain Afflelou. Diese Ehe wurde 2008 geschieden. Im Anschluss schrieb sie ein Buch über Scheidungen: Pour le meilleur et pour l’avenir.
Im Juni 2011 wurde Rosalies Sohn Alain-Fabien von einem Schweizer Jugendrichter angeklagt, nachdem bei einer Party im Genfer Apartment von Alain Delon vermutlich unter Drogen und Alkoholeinfluss auf ein 16-jähriges Mädchen geschossen und dieses beinahe getötet worden war. Der Schuss soll sich während eines Handgemenges gelöst haben. Alain-Fabien wurde wegen schwerer fahrlässiger Körperverletzung zu fünf Monaten Haft auf Bewährung verurteilt.

## Beruf
Mit 18 Jahren war van Breemen Moderatorin von Popshop TV bei NCRV. Später arbeitete sie auch für RTL 4 und RTL 5, von 2002 bis 2003 in der erfolglosen Serie Zondag Effect bei RTL und trat gelegentlich bei Koffietijd und RTL Boulevard auf. In Frankreich präsentierte sie 2006 die Serie Rosalie et les Collectionneurs auf TMC und Odyssée. Von 2006 bis 2008 war sie Jury-Mitglied bei Holland’s Next Top Model. 2007 war sie neben Sylvana Simons und Esther Blinker in der RTL-Show Ex-Wives-Club zu sehen. Sie war Teilnehmerin der ersten Staffel des TV-Remakes von Fort Boyard im Jahr 2011. 2013 nahm sie an der ersten Staffel der TV-Sendung Sabotage teil. Sie hat auch für Ça balance à Paris bei Paris Première gearbeitet. Als Autorin schreibt van Breemen auf Französisch für Paris Match, Eleganz und De Telegraaf.